# Montezuma (Nueva York)
Montezuma es un pueblo ubicado en el condado de Cayuga en el estado estadounidense de Nueva York. En el año 2000 tenía una población de 1.431 habitantes y una densidad poblacional de 30.2 personas por km².

## Geografía
Montezuma se encuentra ubicado en las coordenadas 43°0′50″N 76°41′50″O / 43.01389, -76.69722.

## Demografía
Según la Oficina del Censo en 2000 los ingresos medios por hogar en la localidad eran de $40,769, y los ingresos medios por familia eran $44,808. Los hombres tenían unos ingresos medios de $31,518 frente a los $22,885 para las mujeres. La renta per cápita para la localidad era de $15,551. Alrededor del 15.4% de la población estaban por debajo del umbral de pobreza.